# Liotryphon petulcus
Liotryphon petulcus là một loài tò vò trong họ Ichneumonidae.